# Katastrofa Embraera Legacy 600 Grupy Wagnera pod Kużenkinem
Katastrofa Embraera Legacy 600 Grupy Wagnera pod Kużenkinem – wypadek lotniczy z dnia 23 sierpnia 2023 roku, w którym rosyjski Embraer Legacy 600 rozbił się o 18:20 czasu moskiewskiego w obwodzie twerskim, w pobliżu miejscowości Kużenkino.
Na pokładzie samolotu znajdowało się 10 osób, w tym 3 członków załogi i 7 pasażerów. Wśród pasażerów byli kluczowi ludzie związani z Grupą Wagnera, tj. Jewgienij Prigożyn, Dmitrij Utkin i Walerij Czekałow. Wszystkie osoby zginęły na miejscu.

## Samolot
Wypadkowi uległ Embraer Legacy 600 o numerze RA-02795 i numerze seryjnym 14501008, wyprodukowany przez brazylijską firmę Embraer. W momencie wypadku samolot miał 16 lat. W październiku 2007 samolot został wykupiony przez słoweńską linię lotniczą Linxair, a następnie przez International Jet Management, MNG Jet i Autolex Transport. Samolot miał zostać kupiony przez Grupę Wagnera we wrześniu 2020 roku, lecz według niektórych rosyjskich mediów maszyna miała należeć do firmy zajmującej się transportem biznesowym o nazwie MNT-Aero LLC.

## Załoga i pasażerowie
Federalna Agencja Transportu Lotniczego (Rosawiacja), powołując się na linię lotniczą, opublikowała komunikat zawierający listę członków załogi i pasażerów na pokładzie:
Załoga:
- Aleksiej Lewszyn, kapitan;
- Rustam Karimow, drugi pilot;
- Kristina Raspopowa, stewardessa;

Pasażerowie:
- Jewgienij Prigożyn;
- Dmitrij Utkin;

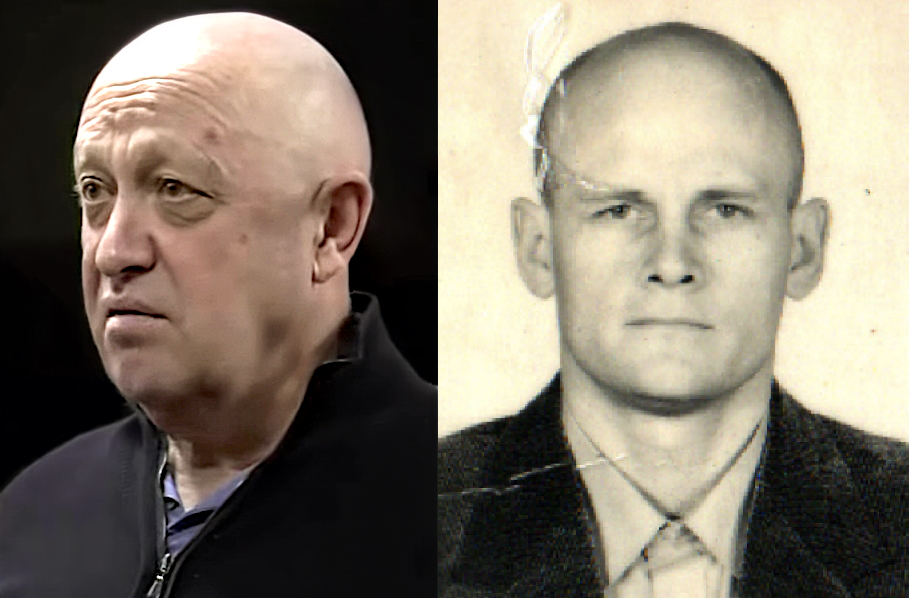
Jewgienij Prigożyn i Dmitrij Utkin

- Walerij Jewgieniewicz Czekałow(inne języki) (ros. Валерий Евгеньевич Чекалов) – ur. 10 stycznia 1976 r., objęty sankcjami USA oraz Ukrainy za powiązania z Prigożynem[8]. Właściciel spółki „Newa” z siedzibą w Petersburgu[9], która wedle ustaleń dziennikarzy przejęła spółkę „Euro Polis”, znajdującą się pod sankcjami EU[10]. Według ustaleń „Nowaja gazieta” współpracował z holdingiem Konkord, należącym do Prigożyna[11];
- Siergiej Aleksandrowicz Propustin (ros. Сергей Александрович Пропустин) – ur. 1979 r. Według Centrum „Myrotworeć”[12] i mediów rosyjskich należał do Grupy Wagnera od 2015[13];
- Jewgienij Makarian (ros. Евгений Макарян) – ur. 1985 r. Według mediów rosyjskich weteran Grupy Wagnera, walczył w Syrii[13];
- Aleksandr Siergiejewicz Totmin (ros. Александр Сергеевич Тотмин) – ur. 1992 r. Według Centrum „Myrotworeć” należący do Grupy Wagnera, walczył w Sudanie. Według Fontanki jego numer telefonu był podawany w serwisach społecznościowych przy rekrutacji do wagnerowców z hasłem: „Oleg, praca w Grupie Wagnera”[14];
- Nikołaj Matusiejew (ros. Николай Матусеев) – wg mediów rosyjskich walczył w Syrii[13].

27 sierpnia 2023 r. Komitet Śledczy Federacji Rosyjskiej na podstawie DNA potwierdził, że Prigożyn jest jedną z ofiar katastrofy.

## Zdarzenie

### Okoliczności
Samolot leciał z Moskwy do Petersburga. Prigożyn wraz ze współpracownikami wylecieli dwoma samolotami Embraer Legacy 600 z portu Moskwa-Szeremietiewo o godzinie 17:59. Według strony internetowej Flightradar24, jeden z samolotów, lot RA-02795, osiągnął wysokość 28 000 stóp (ok. 8,5 kilometra) o godzinie 18:10 czasu lokalnego. Przez krótki czas utrzymywał wysokość, po czym przez kilka minut zniżał się i odzyskiwał wysokość (maksymalnie do 30,1 tys. stóp lub 9,1 km). O 18:19 zaczął spadać, tracąc 2,4 km wysokości w ciągu 30 sekund. Wideo z katastrofy pokazało samolot zbliżający się do ziemi płasko na plecach, bez części skrzydła i ogona. Ostatnie dane z samolotu odebrano o godzinie 18:20:14 na wysokości 19 725 stóp (ok. 6 kilometrów). Drugi samolot wylądował w Petersburgu, a następnie wrócił do Moskwy. Piloci nie informowali dyspozytorów z obsługi naziemnej o żadnych problemach. Jeden z fragmentów samolotu został znaleziony 3,5 km od miejsca upadku maszyny na ziemię. Miejsce upadku samolotu przylega (około 10 km) do zamkniętego terytorium Oziornyj, będącego bazą rakiet międzykontynentalnych.
Maszyna rozbiła się w obwodzie twerskim, w pobliżu osady Kużenkino, około 97 km. na północ od Moskwy. Wszystkie 10 osób na pokładzie zginęło, a ich ciała odnaleziono. Wśród ofiar znajdował się Jewgienij Prigożyn i Dmitrij Utkin – przywódcy Grupy Wagnera. W czerwcu 2023 Prigożyn zorganizował pucz wojskowy skierowany przeciwko Siłom Zbrojnym Federacji Rosyjskiej, który przez prezydenta Rosji, Władimira Putina, został nazwany „zdradą” Prigożyna.

### Niepotwierdzone hipotezy
Powiązany z Grupą Wagnera kanał Telegramu o nazwie „Grey Zone” napisał, że samolot został zestrzelony przez rosyjską obronę powietrzną. Takie doniesienia potwierdzają słowa naocznego świadka, która na nagraniu spadającego samolotu krzyczy: „Zestrzelili, uderzyło (coś) dwa razy, wybuchło” (ros. Сбили, бабахнуло два раза, взорвалось). Twierdzenie to jest jednak kwestionowane, ponieważ na opublikowanym materiale filmowym nie ma widocznego śladu rakiet. Anonimowy urzędnik powiedział „The Moscow Times”, że według niego doszło do zestrzelania oraz że „niedaleko rezydencji prezydenta w Wałdaju znajdują się cztery dywizje S-300 PMU1 strzegące nieba”.
Kanał WCzK-OGPU (również powiązany z Grupą Wagnera) twierdzi, że samolot przed lotem przeszukano pod kątem obecności materiałów wybuchowych z psami tropiącymi, ale tuż przed startem pasażerom wręczono w prezencie skrzynkę wina, która mogła zawierać materiał wybuchowy. Następnie na kanale Grupy Wagnera poproszono media i zaprzyjaźnione kanały związane z wagnerowcami o niepublikowanie niezweryfikowanych doniesień.

## Dochodzenie
Po zgłoszeniu katastrofy Ministerstwo ds. Sytuacji Nadzwyczajnych rozpoczęło dochodzenie w tej sprawie. Władze wszczęły również postępowanie karne w sprawie „naruszenia zasad bezpieczeństwa ruchu i funkcjonowania transportu lotniczego”. Śledztwo prowadził Iwan Sibuł (ros. Иван Сибул). W 2019 r. Sibuł kierował dochodzeniem w sprawie katastrofy lotu Aerofłot 1492, a w 2014 r. w sprawie katastrofy samolotu, w której zginął Christophe de Margerie. Śledztwo ma rozpatrzeć hipotezę działania osób trzecich i błąd pilotów. Zwłoki ofiar skierowano do ekspertyzy sądowej.

## Komentarze i reakcja w Rosji
Wieczorem pod sztabem generalnym Grupy Wagnera w Petersburgu przy ulicy Zolnoj składano kwiaty i znicze, a światła w oknach w budynku zapalono tak, aby utworzyły kształt krzyża. Podobnie działo się w nowosybirskim oddziale sztabu Grupy Wagnera, gdzie ustawiono zdjęcia Prigożyna i Utkina, składano kwiaty, a dziennikarze nagrali wagnerowca płaczącego w głos. Organizacja weteranów z Nowosybirska wezwała do uczestnictwa w zlocie poparcia dla Grupy Wagnera.
W oficjalnym kanale Grupy Wagnera na Telegramie skomentowano śmierć Prigożyna w słowach: „Szef Grupy Wagnera, bohater Rosji, prawdziwy patriota w swojej Ojczyźnie, Jewgienij Wiktorowicz Prigożyn, zginął na skutek działania zdrajców Rosji. Ale nawet w piekle będzie najlepszy!”, co jest aluzją do dewizy wagnerowców „Najlepsi w piekle”. Tym samym hasłem skomentowano śmierć Utkina. Służba prasowa Prigożyna (Konkord) nie odniosła się do sprawy, gdyż nie wydaje żadnych komunikatów od marszu wagnerowców na Moskwę.
24 sierpnia śmierć Prigożyna skomentował Władimir Putin. Prezydent Rosji złożył kondolencje rodzinom ofiar, a szefa Grupy Wagnera nazwał „utalentowanym biznesmenem” o „trudnym losie”, który „osiągał wyniki jakich potrzebował zarówno dla siebie, jak i dla kraju, gdy go o to prosiłem”.

## Reakcje zagraniczne
- Białoruska opozycja – była kandydatka na prezydenta Białorusi, Swiatłana Cichanouska, stwierdziła, że „nie będzie brakować Prigożyna na Białorusi. Był zabójcą i jako takiego należy go pamiętać. Czekamy na likwidację Grupy Wagnera na Białorusi”. Zarówno ona, jak i inni opozycyjni białoruscy komentatorzy, zwracali uwagę na to, że śmierć Prigożyna może stanowić ostrzeżenie dla Alaksandra Łukaszenki[45].
- Białoruś – Alaksandr Łukaszenka, prezydent Białorusi, stwierdził, że „nie może sobie wyobrazić”, że to Putin zlecił zabójstwo Prigożyna[46].
- Estonia – Kaja Kallas, premier Estonii, powiedziała: „Putin eliminuje przeciwników, a to przeraża każdego, kto myśli o wyrażeniu opinii odmiennej od jego”[47].
- Francja – Komentując wiadomość o zdarzeniu, 24 sierpnia 2023 roku Francja oświadczyła, iż są „uzasadnione podejrzenia”, by uważać wypadek za nieprzypadkowy[48].
- Mołdawia – Maia Sandu, mołdawska prezydent stwierdziła w wywiadzie dla CNN, że „to tylko potwierdza niebezpieczeństwo jakie niesie ze sobą Rosja”. Określiła to państwo jako „kraj bez sprawiedliwości”[49].
- Polska – Zbigniew Rau, minister spraw zagranicznych, na kanale TVP Info na wieść o zdarzeniu powiedział, iż osoby które zagrażają władzy Putina „nie umierają w sposób naturalny”[47].
- Stany Zjednoczone – prezydent Joe Biden powiedział: „Nie wiem na pewno, co się stało, ale nie jestem zaskoczony” oraz „Niewiele rzeczy dzieje się w Rosji, za którymi nie stoi Putin. Ale nie wiem wystarczająco dużo, by znać odpowiedź”[6].
- Ukraina – Mychajło Podolak, doradca Szefa Kancelarii Prezydenta Ukrainy, stwierdził: „Demonstracyjna eliminacja Prigożyna i dowództwa Wagnera dwa miesiące po próbie zamachu stanu jest sygnałem od Putina dla rosyjskich elit przed wyborami w 2024 roku”[6].
- Wielka Brytania – Alicia Kearns(inne języki), przewodnicząca Komisji Spraw Zagranicznych, w mediach społecznościowych stwierdziła: „prędkość, z jaką rosyjski rząd potwierdził, że Jewgienij Prigożyn znajdował się na pokładzie samolotu, który rozbił się podczas lotu z Moskwy do Sankt Petersburga, powinna nam powiedzieć wszystko, co powinniśmy wiedzieć”[47].